# Buttelstedt
Buttelstedt là một đô thị ở Weimarer Land trong bang Thüringen, Đức. Đô thị này có diện tích 18,82 km², dân số thời điểm 31 tháng 12 năm 2006 là 1368 người. Buttelstedt có cự ly 11 km về phía bắc Weimar.

## Nhân vật nổi bật quê Buttelstedt
- August Wilhelm Hupel
- Johann Friedrich Fasch (1688-1758)
- Johann Ludwig Krebs (1713–1780)
- Thomas Gotthelf Birling (1784-1820)